# Autorruta Concepción-Lota
La Autovía Concepción-Lota es la denominación de la autovía chilena que recorre la región del Bíobío en la zona centro-sur de Chile, desde Concepción hasta Lota.
La vía extiende en gran parte sobre una plataforma arenosa, poseyendo muy pocos desniveles y un tramo de 14 km prácticamente plano y recto.
La autovía es parte de la Ruta 160 la cual cruza el río Biobío.

## Historia
Hasta el año 1993 la ruta pasaba por el eje longitudinal (avenida Manuel Montt) y el centro de Coronel, momento en el que se desvió el tránsito por un recién construido bypass de longitud similar al trazado anterior y evitando así colapsar la vía principal de la comuna. También a principios de la década de los 90 se amplió el tramo Coronel-Los Batros (San Pedro de la Paz), pasando este a tener características de autopista como: doble calzada, vallas de separación, bermas y cruces indirectos solo por medio de retornos, además de iluminación durante todo el trayecto. 
En el año 2006 se cambia la geometría de la ruta frente a la villa San Pedro, pasando la vía colectora Pedro Aguirre Cerda a formar parte de ella como una pista exclusiva para buses, siendo la ruta 160 y la pista para buses entonces denominadas Eje Pedro Aguirre Cerda. En el año 2013 visto el mal funcionamiento de la anterior configuración se deja la antigua vía colectora como pista con dirección a Concepción, la central solo buses y el par restante con dirección a Coronel.
A partir del año 2000 comienza la construcción de diversos barrios a costados de la ruta entre San Pedro de la Paz y el límite comunal con Coronel, primeramente utilizando los cruces indirectos existentes para vehículos y nuevas pasarelas para peatones. Aproximadamente desde 2005 y hasta la actualidad se vive un boom inmobiliario que ha obligado la instalación de una gran cantidad de semáforos en la ruta en gran parte porque las inmobiliarias no habían construido suficientes de pasarelas ni vías colectoras continuadas. 
En 2011 se comienza la ampliación del bypass de Coronel a doble calzada y la construcción de los pasos a desnivel: Coronel Norte, Escuadrón y Calabozo como parte la concesión Coronel-Tres Pinos. También se inició a construcción del bypass de Lota con el que la ruta dejaría de pasar por su radio urbano. 
El 31 de marzo de 2013 se termina el cobro de peaje en el bypass de Coronel.
Producto de la gran congestión que se produce en gran parte del día en el tramo sampedrino debido a su crecimiento urbano existe una limitación a la circulación de camiones durante la mañana y se barajó la posibilidad de construir una autopista urbana con peaje cobrado por TAG que contó una fuerte oposición de gran parte de los habitantes afectados. Entre la población sampredrina se manifiesta un interés para que la ruta pase a ser completamente urbana, siendo una alternativa costera resistida porque también se quiere que sea una avenida que no limite el acceso a la playa y la a pie de monte dado que pasaría por un valle ecológico.

## Autovía Concepción-Lota

### Sectores en Autovía
- Concepción·Coronel 22 km de doble calzada.
- By Pass Coronel 9 km de calzada simple.
- Coronel·Lota 3 km de doble calzada.

### Enlaces
- kilómetro 0 Concepción/Chiguayante, desnivelado.
- kilómetro 4 Enlace San Pedro (puente Juan Pablo II), desnivelado.
- kilómetros 0 a 14 Más de 10 enlaces semaforizados para acceder a diversos barrios de San Pedro de la Paz.
- kilómetro 20 Villa la Posada, semaforizado.
- kilómetro 22 Coronel Norte, desnivelado.
- kilómetro 23 Escuadrón, desnivelado.
- kilómetro 26 Yobilo/Calabozo, desnivelado.
- kilómetro 29 Coronel Centro/Ruta a Patagual, desnivelado.
- kilómetro 31 Coronel Sur/Puerto de Coronel, desnivelado.
- kilómetro 34 Bypass de Lota, desnivelado.
- kilómetro 35 Lota Alto/Polvorín, a nivel con preferencia a la ruta 160.

### Pasarelas
Las pasarelas de la autovía son las siguientes:
- kilómetro 0.2 Esmeralda.
- kilómetro 11 Foresta.
- kilómetro 13 Petrohué/Conavicoop.
- kilómetro 13.5 Conavicoop.
- kilómetro 29 Corcovado.
- kilómetro 34.9 Polvorín.

### Estaciones de Servicios en Autovía
- kilómetro 13 Área de Servicio Copec Lomas Coloradas.
- kilómetro 14 Área de Servicio Copec Lomas Coloradas.
- kilómetro 19 Área de Servicio Terpel Coronel.